# Сумароков, Илларион Никифорович
Сумароков Илларион (Ларион) Никифорович (около 1750—после 1796) — офицер Российского императорского флота, участник русско-шведской войны 1788—1790 годов. Георгиевский кавалер, капитан бригадирского ранга.

## Биография
Сумароков Илларион Никифорович родился около 1750 года в дворянской семье Никифора Артемьевича Сумарокова. 23 сентября 1764 года поступил кадетом в Морской шляхетный кадетский корпус. 23 мая 1768 года произведён в гардемарины. С 1768 года ежегодно находился в кампании, плавал в Балтийском море. В июле-октябре 1769 года участвовал в переходе на новопостроенном 66-пушечном линейном корабле «Всеволод» из Архангельска в Кронштадт. 20 апреля 1770 года произведён в мичманы.
В 1772 году был командирован в Донскую флотилию. С 1772 по 1775 год ежегодно плавал в Азовском и Чёрном морях. 5 марта 1774 года произведён в лейтенанты. В 1775 году командуя ботом «Курьер», отвозил военнопленных турок из Таганрога в Синоп. В 1776—1777 годах командовал 30-пушечным фрегатом «Архипелаг», крейсировал между Керчью и Суджук-Кале, затем с августа 1777 года командовал брандвахтенной шхуной «Вечеслав», плавал в Чёрном море.
В 1778 году переведён из Донской флотилии на Балтийский флот. В 1779 году на бомбардирском корабле «Страшный», в составе эскадры контр-адмирала С. П. Хметевского, плавал в Северном океане до Норд-Капа и возвратился в Кронштадт. В 1780 году на 66-пушечном корабле «Не тронь меня» перешёл из Архангельска в Кронштадт. 1 января 1782 года произведён в капитан-лейтенанты. В 1783—1785 годах находился в кампании, плавал в Балтийском море. В 1785 году командовал придворной яхтой «Петергоф», ходил между Петергофом, Кронштадтом и Санкт-Петербургом.
В 1786 году был командирован в Архангельск. В 1787 год, командуя пинком «Кильдюин», перешёл из Архангельска в Кронштадт. 1 мая 1788 года произведён в капитаны 2 ранга, назначен командиром фрегата «Mстиславец», но из-за болезни остался в Кронштадте и был командирован в Роченсальм для надзора над местным госпиталем. Участник русско-шведской войны 1788—1790 годов. В 1789 году, командуя транспортом «Холмогоры», используемого в качестве госпитального судна, плавал в составе ревельской эскадры в Балтийском море. 7 августа 1789 года доставил в Ревель тело капитана 1 ранга Г. И. Муловского, убитого в Эландском сражении. Затем отвёл 66-пушечный корабль «Дерись» из Ревеля в Кронштадт.
В 1790 году командуя фрегатом «Симеон» конвоировал канонерские лодки из Кронштадта в Фридрихсгам, после чего плавал с флотом в Финском заливе. В 1791—1792 годах командовал 66-пушечным кораблем «Не тронь меня» при кронштадтском порте, плавал в Балтийском море. 26 ноября 1792 года «за совершение 18 кампаний в офицерских чинах» награждён орденом Святого Георгия 4 класса (№ 998).
9 февраля 1793 года произведён в капитаны 1-го ранга. Командовал кораблём «Святой Георгий Победоносец», плавал в Балтийском море. В 1794 году командовал при кронштадтском порте тем-же кораблём и линейным кораблём «Глеб».
1 января 1796 года уволен от службы с чином капитана бригадирского ранга.